# Луговий Юрій Ярославович
Юрій Ярославович Луговий (нар. 1949, Бельгія) — український кінопродюсер, режисер і редактор.

## Біографія
Народився в Бельгії, куди батьки — вихідці з Тернополя втекли від переслідувань радянської влади. Згодом переїхав з батьками до Монреалю. Був скаутом Пласту в Канаді. В 1973 році закінчив факультет літератури і кіно в університеті Конкордія.

## Творчість
Працює над фільмами незалежно або на замовлення компаній CBC, National Film Board.
Багато працював над створенням документальних фільмів з українською тематикою:
- заступник режисера і редактор фільму «Жнива розпачу» (англ. «Harvest of Despair») — перший фільм про Голодомор, що в 1984 році отримав гран-прі в Нью-Йорку, а загалом він мав десять різних нагород;
- продюсер і режисер фільмів «Свобода мала ціну» (англ. «Freedom Had a Price») (фільм про інтернування українців в Канаді під час Першої світової війни), «Окрадена Земля» (англ. «Stolen Land» — про Голодомор, фільм виграв 12 міжнародних премій як найкращий документальний та історичний фільм, його оператором була донька Юрія Лугового Адріана) та «Береза Картузька 1934-39» (про однойменний польський концентраційний табір);
- «Українці в Квебеку», «Микола Кристапчук», «Про гривні».

Член Академії канадського фільму. Лауреат багатьох нагород. В кінці 2012 року був нагороджений Діамантовою Ювілейною Медаллю Королеви Єлизавети ІІ.